# Veselá (okres Zlín)
Veselá je obec, která se nachází ve Zlínském kraji, v okrese Zlín. Žije zde 839 obyvatel. Působí zde Sbor dobrovolných hasičů Veselá, TJ Sokol Veselá, Unie rodičů a myslivecké sdružení.
Obec Veselá se nachází 13 kilometrů východně od Zlína. Patří do regionu Valašsko. První zmínka o obci pochází z roku 1407. Obec má vybudovanou infrastrukturu. Má autobusové spojení se Zlínem. Ve středu obce stojí kaplička zasvěcená sv. Anně, která slouží pro konání náboženských obřadů (pouť a hody). Obec má mateřskou školu a základní školu pro první stupeň. Ke sportovnímu vyžití občanů slouží vybudované hřiště s umělým povrchem.

## Historie
První písemná zmínka o obci pochází z roku 1407, kdy příslušela k Lukovskému zboží (panství). Jeho součástí byla i roku 1480, když Albrecht ze Šternberka postoupil toto zboží Albrechtovi ml. ze Šternberka a stejně tak i v roce 1516 kdy dcera Albrechta ml. Ludmila ze Šternberka vložila Lukov Vilímovi Kuně z Kunštátu.
Od Lukovského panství byla odtržena současně s Klečůvkou i Veselá, a to se stalo dokonce dvakrát. Poprvé se tak stalo v r. 1662 při exekučním řízení. Jan Adam Minkvicburk je poprvé v roce 1688 připomínán jako držitel Klečůvky a sousední Veselé.
Prvními majiteli samostatného panství Klečůvka byli věřitelé bývalých pánů rytíři Zehentnerové z Reichersdorfu, kteří byli patrně zakladateli dvora na Klečůvce. Zámeček sloužil jako sídlo vrchnosti, která majitele zastupovala. Roku 1667 kupuje panství baron Melichar Lednický z Ledenic. Následuje v r.1671 rytíř František Jakub Rejtin z Varjelit a roku 1673 kupuje Klečůvské panství baron Jan Bedřich z Minkwitzburku, majitel Lukova, který Klečůvku včetně Veselé opětovně spojil s Lukovem.
Šlechtické sídlo je v Klečůvce poprvé předpokládáno až v r. 1690 v souvislosti s Janem Adamem z Minkwitzburku, který zde sídlil. V r. 1701 je sídlo označováno jako „panský dům.“ Roku 1710 je Klečůvka opět odtržena od panství Lukov. Nyní museli Minkwitzburkové opustit Lukov. Z lukovského panství tak zůstala pánům z Minkwitzburku jenom Klečůvka s Veselou.
Nedaleko od Vizovic je Šibeniční vrch ve vzdálenosti necelé 3 kilometry, kde se minulosti nacházelo popraviště. Poslední známa poprava se uskutečnila 1727. Odsouzený byl Josef Dobeš z Veselé na Klečůvském panství, který byl obviněn ze spolčení s loupežníky. z těchto historických pramenů můžeme usuzovat, že hrdelní soudy s jurisdikcí byly ve Vizovicích pro Klečůvské panství a tím i pro Veselou.

## Pamětihodnosti
- Kaple svaté Anny

## Další fotografie

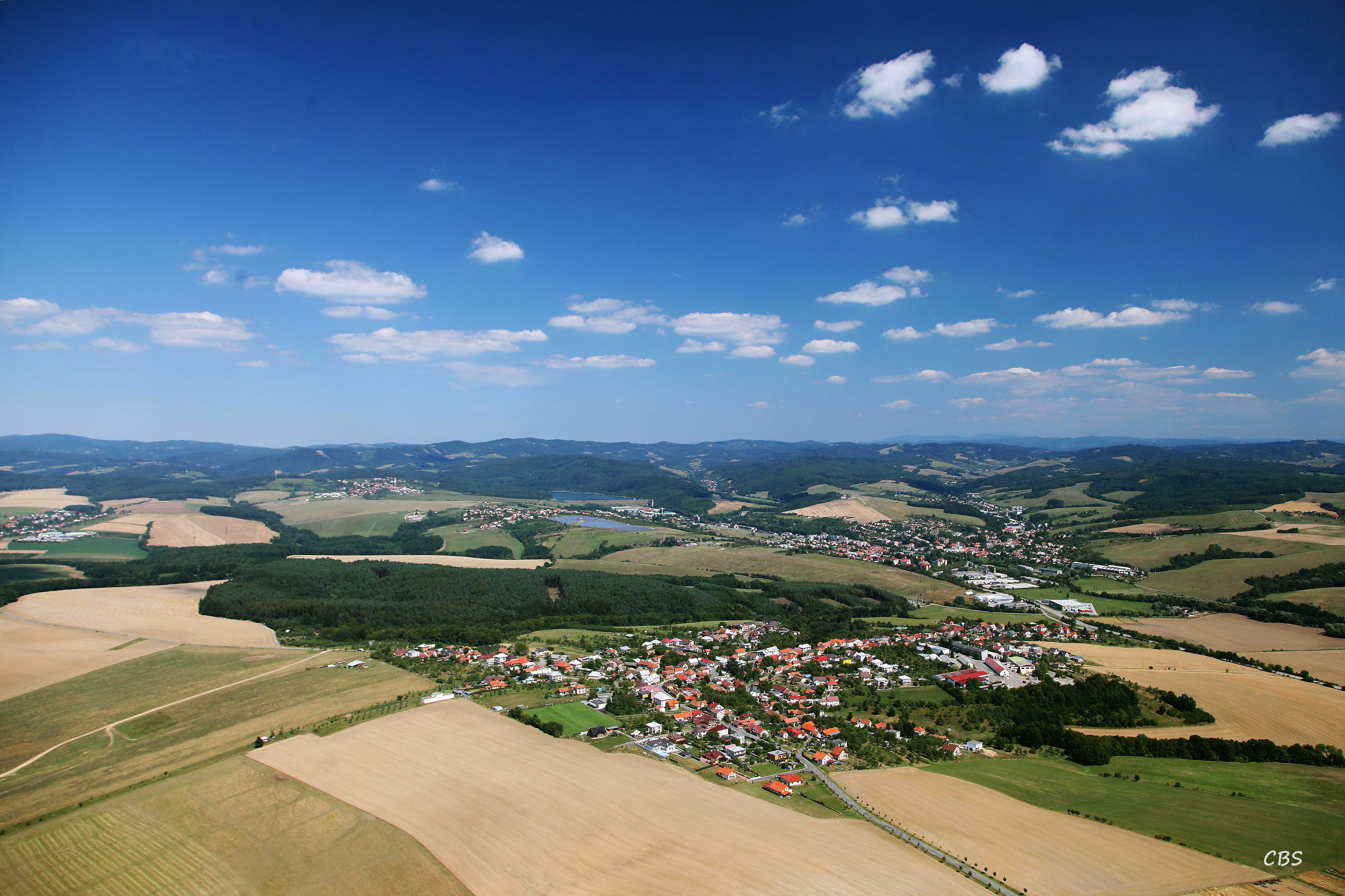
Letecký snímek obce Veselá
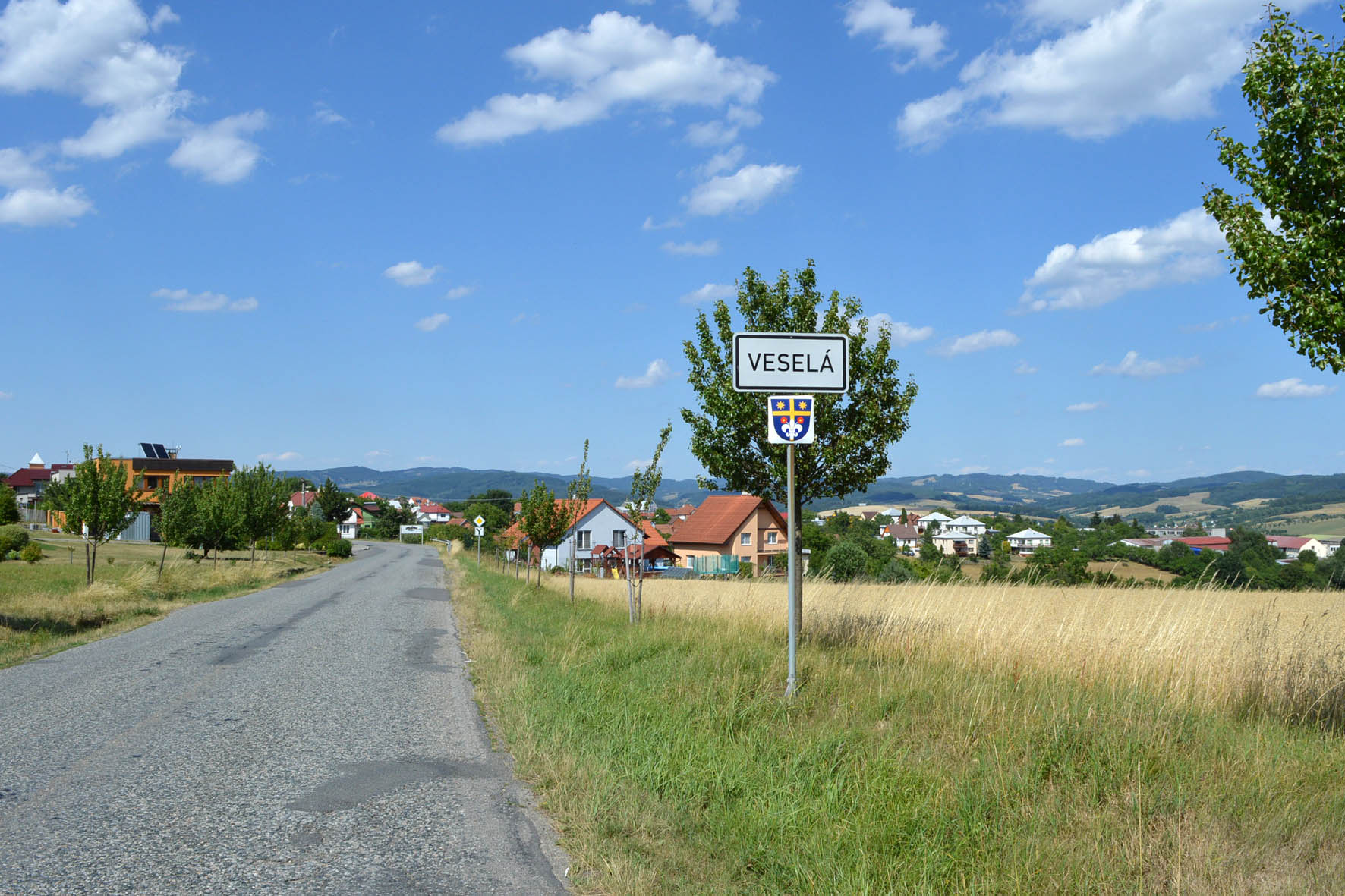
Vjezd do obce
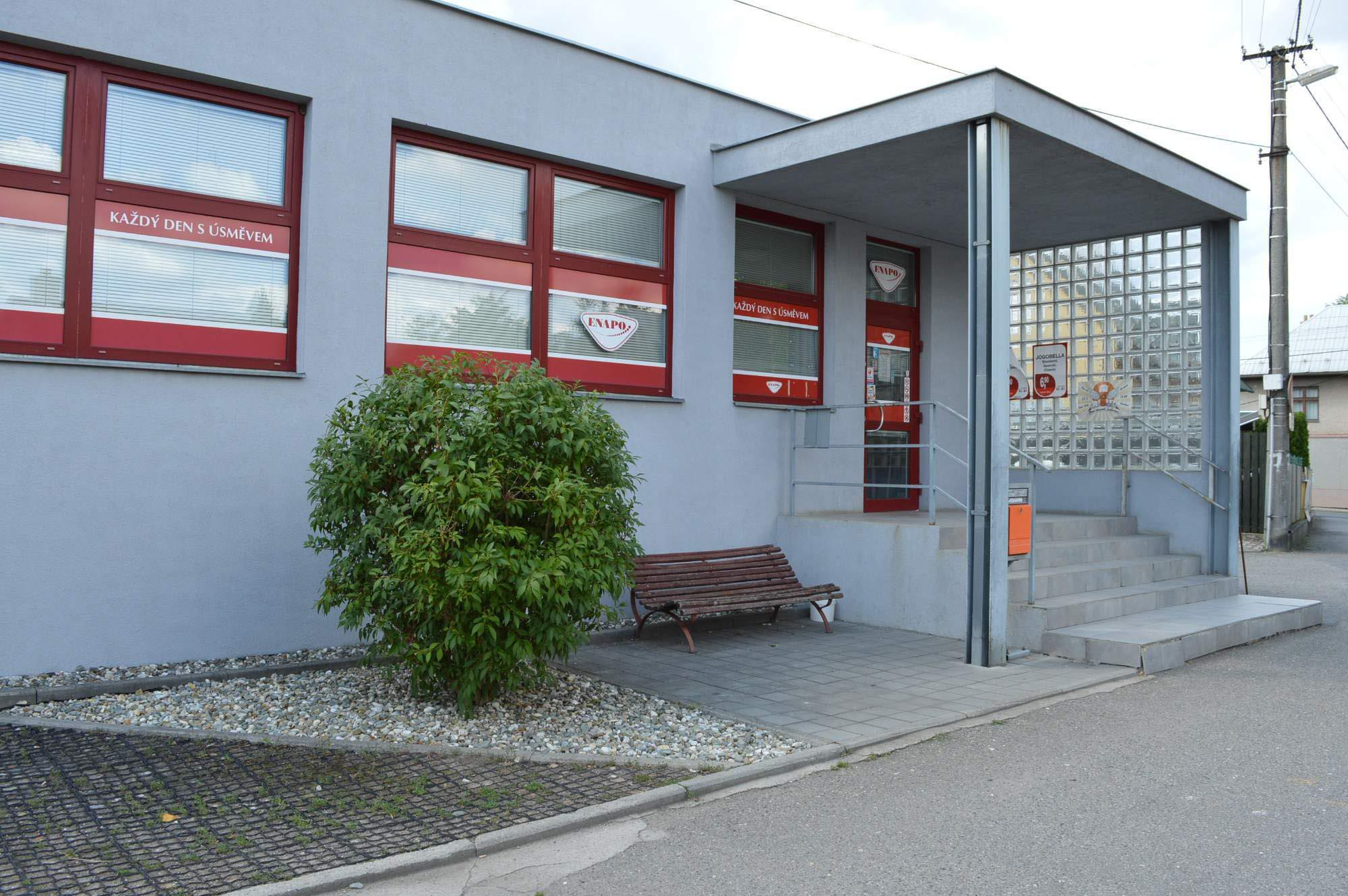
Prodejna potravin
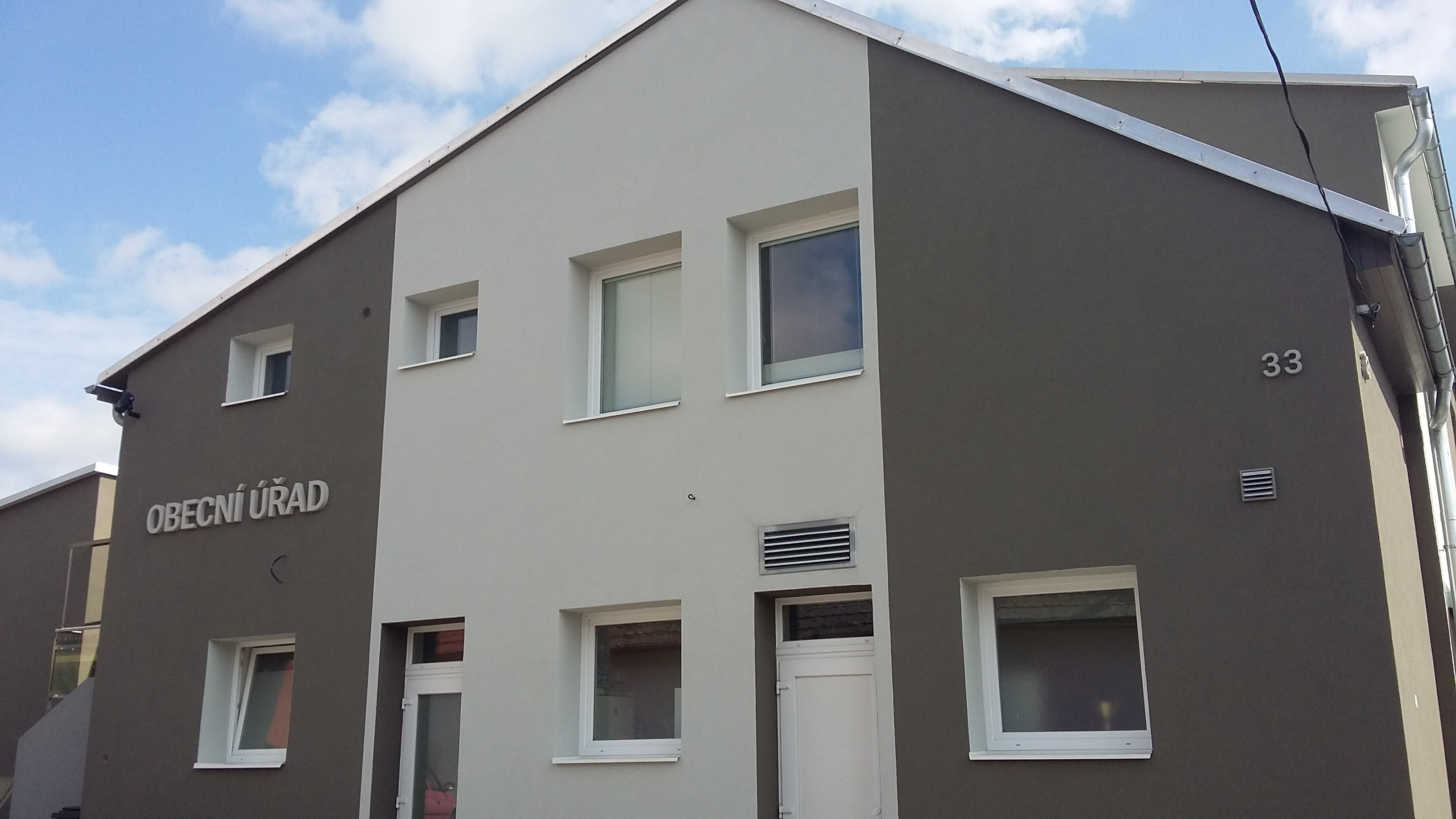
Obecní úřad s knihovnou
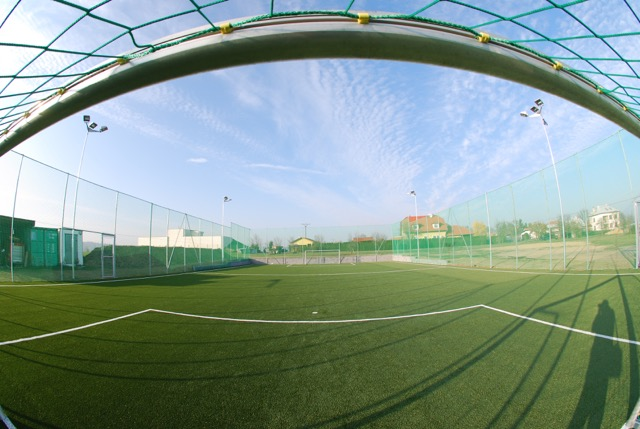
Hřiště s umělým povrchem
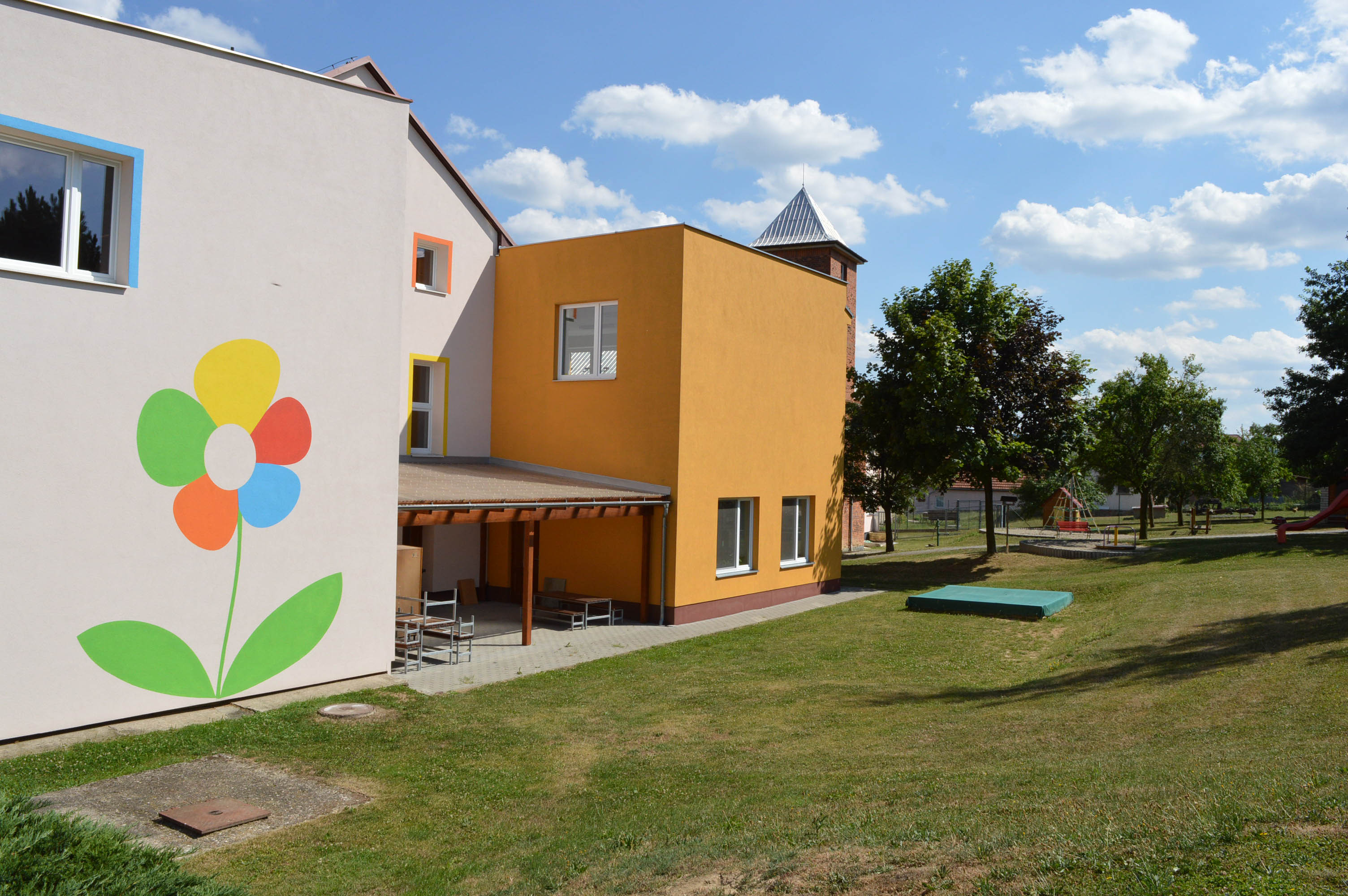
MŠ a ZŠ Veselá
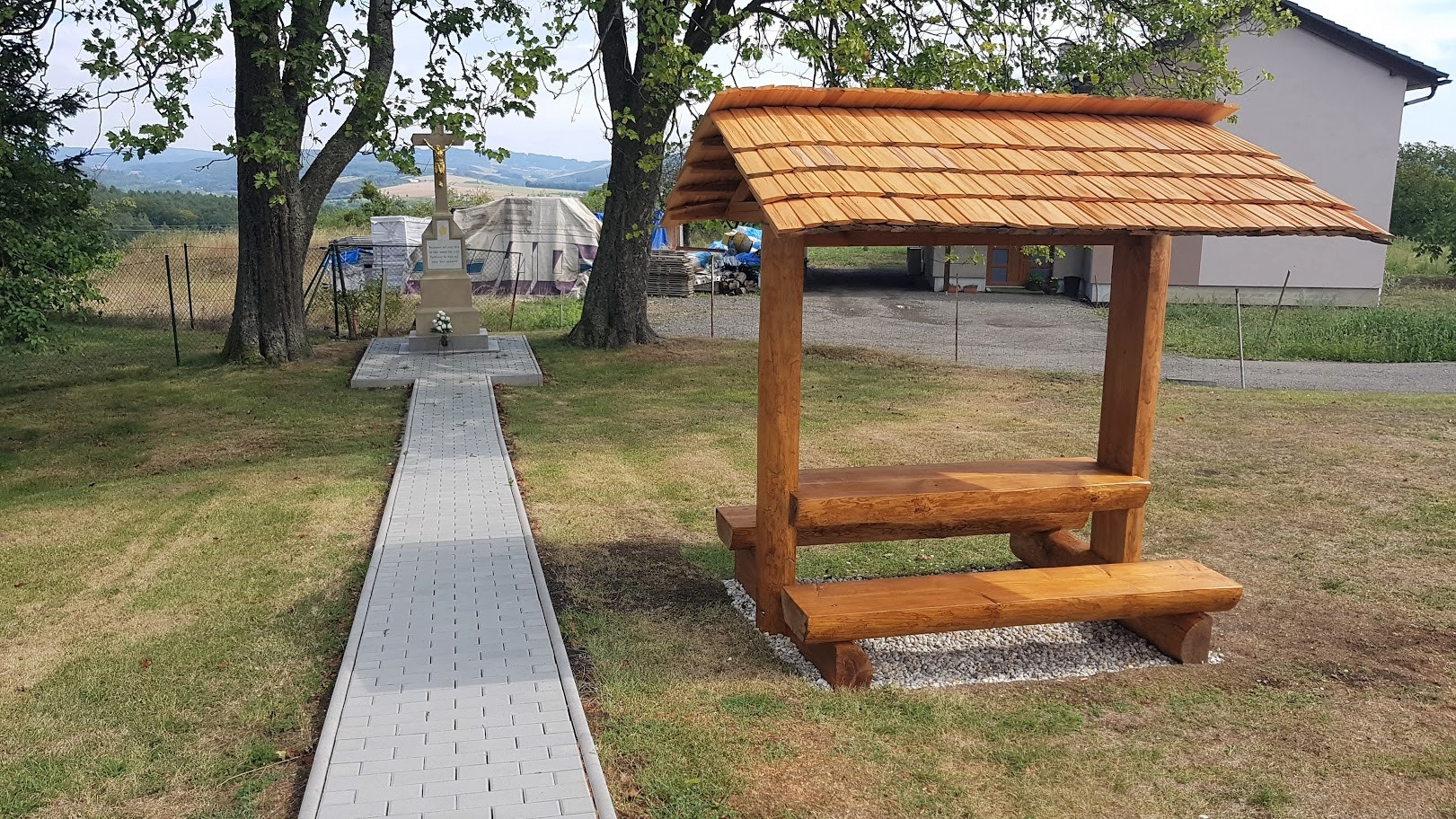
Kříž na Cigánově
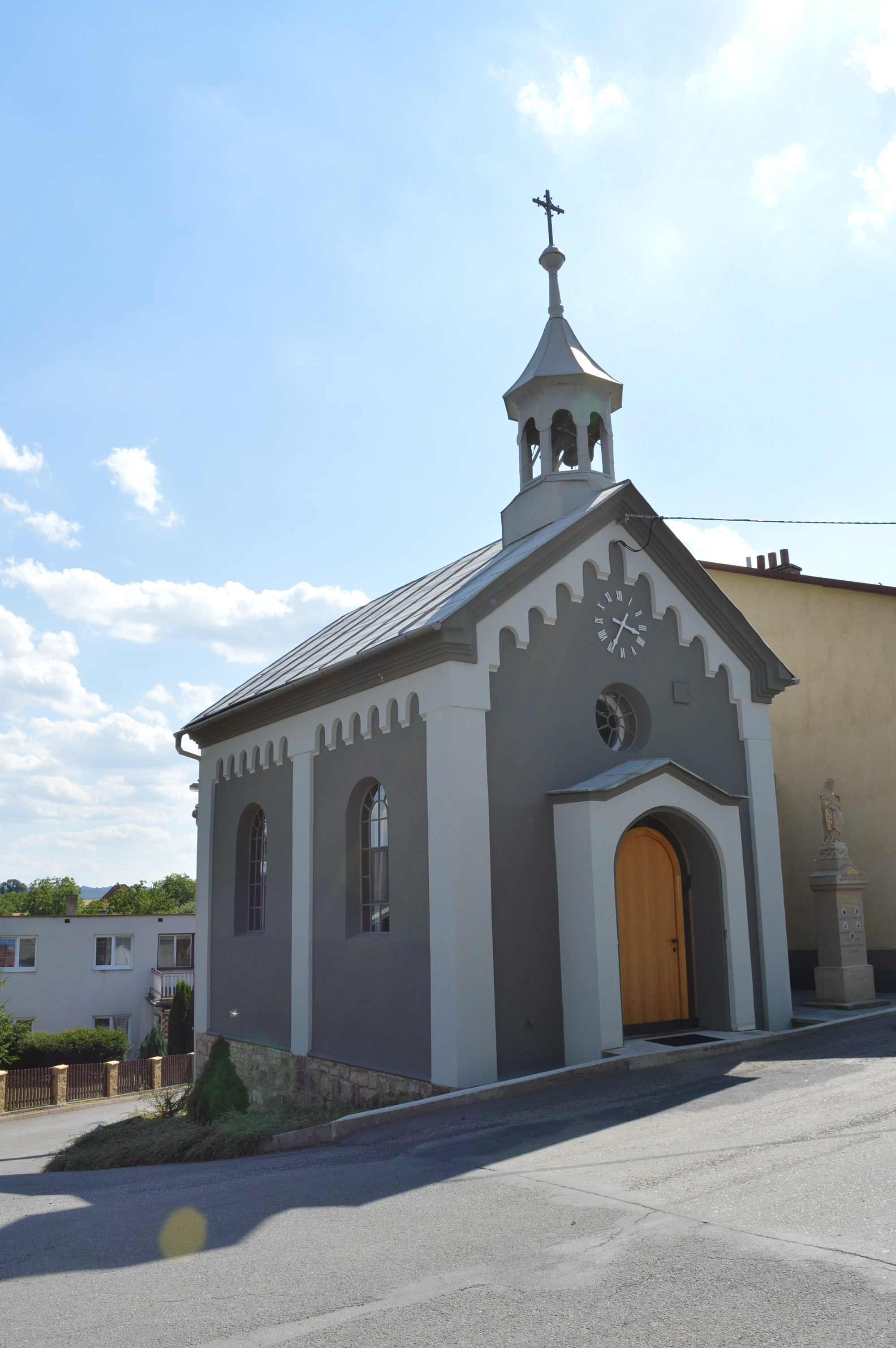
Kaple sv. Anny
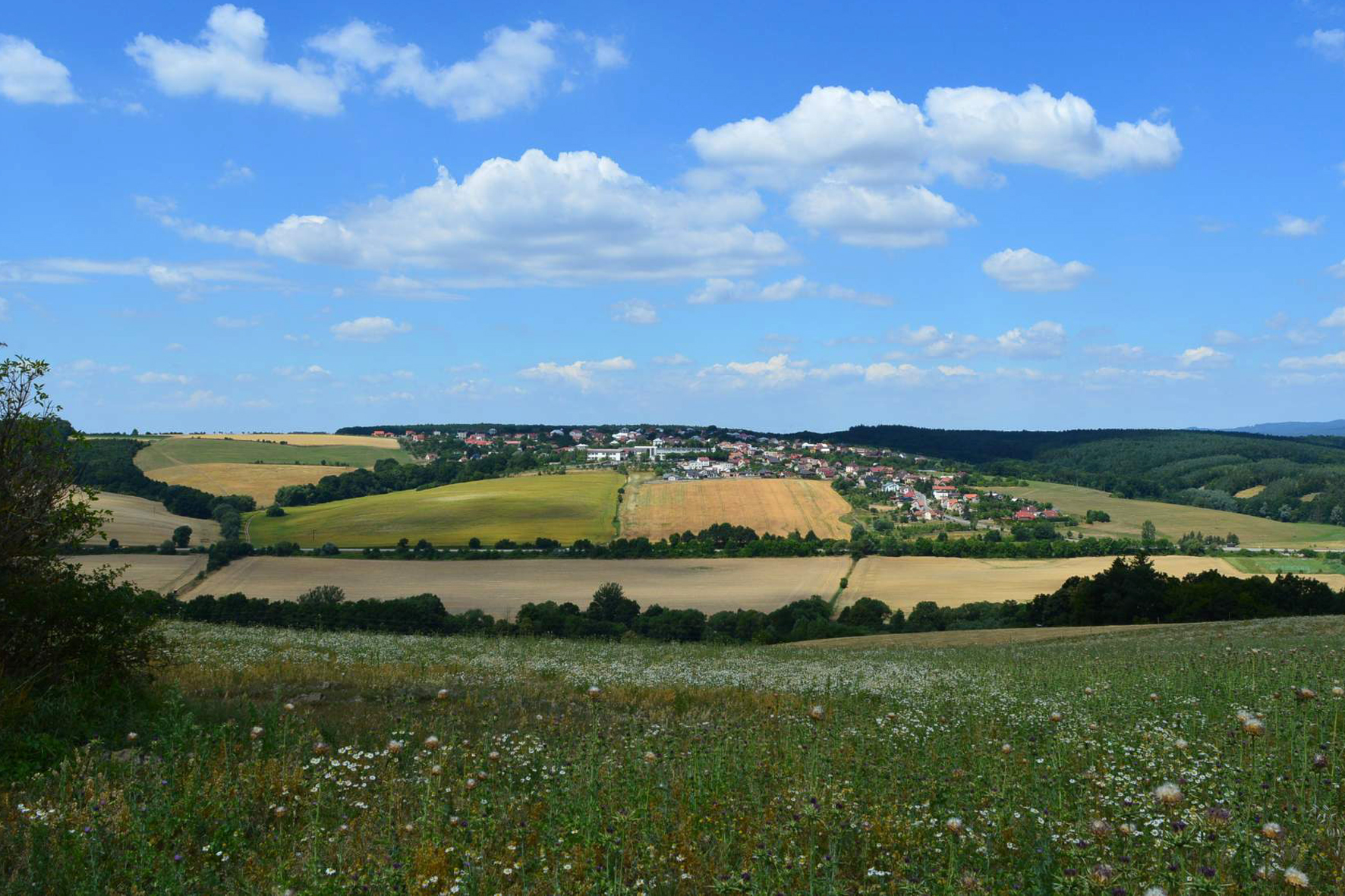
Obec Veselá